# SN 1991af
SN 1991af – supernowa typu Ia odkryta 19 maja 1991 roku w galaktyce PGC0060308. W momencie odkrycia miała maksymalną jasność 18,50m.